# Новое Село (Тихвинский район)
Новое Село — деревня в Горском сельском поселении Тихвинского района Ленинградской области.

## История

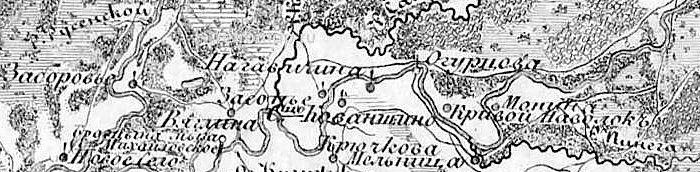
Деревня Новое Село на семитопографической карте Новгородской губернии 1847 года

НОВОЕ-СЕЛО — деревня Новинского общества, Пашекожельского прихода.

Крестьянских дворов — 24. Строений — 57, в том числе жилых — 39. 

Число жителей по семейным спискам 1879 г.: 63 м. п., 69 ж. п.; по приходским сведениям 1879 г.: 60 м. п., 64 ж. п..

В конце XIX века деревня относилась к Новинской волости 2-го стана, в начале XX века — к Новинской волости 1-го земского участка 1-го стана Тихвинского уезда Новгородской губернии.

НОВОЕ СЕЛО — деревня Новинского общества, дворов — 32, жилых домов — 45, число жителей: 89 м. п., 101 ж. п. 

Занятия жителей — земледелие, плотничество. Река Паша. Часовня, мелочная лавка, овчинный завод, гарм. мастерская. (1910 год)

С 1917 по 1918 год деревня Новое Село входила в состав Новинской волости Тихвинского уезда Новгородской губернии. 
С 1918 года в составе Череповецкой губернии.
С 1924 года в составе Прогальского сельсовета.
С 1927 года в составе Новинского сельсовета Тихвинского района.
В 1928 году население деревни Новое Село составляло 243 человека.
Согласно карте Ленинградской области Северо-западного аэрогеодезического треста ГГУ издания 1932 года деревня насчитывала 22 крестьянских двора. В деревне находилась часовня.
По данным 1933 года село Новое входило в состав Новинского сельсовета.
В 1958 году население деревни Новое Село составляло 108 человек.
С 1963 года в составе Горского сельсовета.
По данным 1966, 1973 и 1990 годов деревня Новое Село также входила в состав Горского сельсовета.
В 1997 году в деревне Новое Село Горской волости проживали 23 человека, в 2002 году — 20 человек (русские — 95 %).
В 2007 году в деревне Новое Село Горского СП проживали 24 человека, в 2010 году — 22.

## География
Деревня расположена в западной части района на автодороге 41К-898 (подъезд к д. Дуброво).
Расстояние до административного центра поселения — 2 км.
Расстояние до ближайшей железнодорожной станции Тихвин — 25 км.
Деревня находится на левом берегу реки Паша.

## Демография
| 1879 | 1910 | 1928 | 1958 | 1997 | 2002 | 2007 |
| ---- | ---- | ---- | ---- | ---- | ---- | ---- |
| 132  | ↗190 | ↗243 | ↘108 | ↘23  | ↘20  | ↗24  |
| 2010 | 2017 |      |      |      |      |      |
| ↘22  | ↗35  |      |      |      |      |      |

### Национальный состав
Согласно данным Всероссийской переписи населения 2021 года в деревне проживали 33 человека, из них:
 русские — 27, белорусы — 3, украинцы — 3 человека.

## Улицы
Знаменская, Молодёжная, Новая, Привольная.